# Hawker 400
El Hawker 400 es un pequeño avión corporativo bimotor diseñado por la compañía estadounidense Beechcraft, ahora parte de Hawker Beechcraft.

## Diseño y desarrollo
El avión se diseñó originalmente como el Mitsubishi MU-300 Diamond, un desarrollo completamente nuevo para complementar el hueco inmediatamente superior al Mitsubishi MU-2, y posicionar a Mitsubishi Heavy Industries con un modelo corporativo puntero. El aparato realizó su primer vuelo el 29 de agosto de 1978. Es un pequeño avión bimotor de ala baja y construcción totalmente metálica, volado por dos pilotos y con acomodo para ocho pasajeros en su cabina presurizada. Sus dos motores Pratt & Whitney Canada JT15D están montados en la parte posterior del fuselaje.
Beechcraft compró los derechos de producción y empezó a fabricarlo como modelo propio, inicialmente denominado Beechjet 400. El Beechjet 400 obtuvo la certificación de la Administración Federal de Aviación en mayo de 1985.
Raytheon/Beechcraft desarrolló sus propias mejoras en el modelo, derivándose en el 400A en 1990. Las mejoras incluían mayor alcance, mayor capacidad de peso al despegue y mayores lujos en la cabina. También se ofrecía una cabina de vuelo totalmente de «cristal». Beechcraft desarrolló una versión para la Fuerza Aérea de los Estados Unidos, conocida como T-1A Jayhawk, utilizada como entrenador para tripulaciones de grandes aeronaves (tales como aviones cisterna o transportes estratégicos). Entre 1992 y 1997 se entregaron un total de 180 T-1. Otra variante de entrenamiento militar es la T-400 de la Fuerza Aérea de Autodefensa de Japón, que comparte certificación con el T-1A.
En 1993, Raytheon adquirió la línea de producción de reactores Hawker de la empresa British Aerospace. En este momento, el Beechjet 400 pasó a denominarse Hawker 400, para adaptarlo a la línea de producción de Hawker. El Hawker 400XP incorpora mejoras en aerodinámica, mecánica e interiores, adoptados del Hawker 800XP.
En octubre de 2008, Hawker Beechcraft anunció actualizaciones de su diseño, resultando en un nuevo modelo con la designación Hawker 450XP. Estas actualizaciones incluyen nuevos motores (Pratt & Whitney PW535D), nueva aviónica y sistema de gestión de cabina, así como una actualización de los interiores.

## Variantes

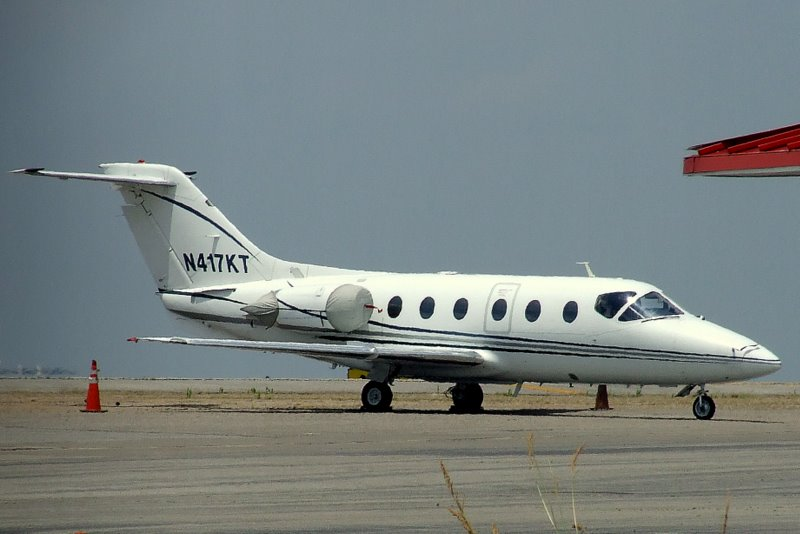
A Mitsubishi Diamond I

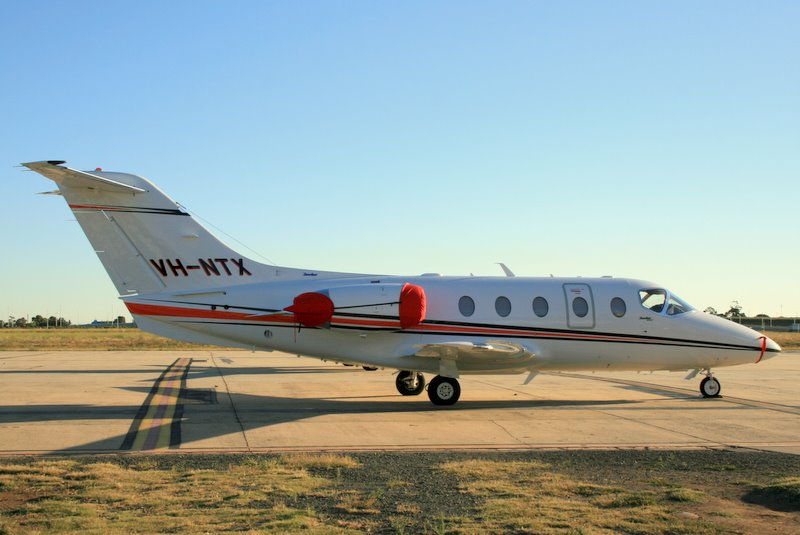
Un Hawker 400XP. Los 400XP tienen una ventana menos a cada lado del fuselaje, comparados con los aviones de las series Mitsubishi Diamond y Beechjet 400.

Mitsubishi MU-300 Diamond I
Modelo inicial. Dos prototipos y 89 aviones de producción construidos, 56 en uso activo en 2014.
Mitsubishi MU-300-10 Diamond II
Versión mejorada del Diamond I, 11 construidos, todos redesignados más tarde como Beechjet 400.
Beechcraft Model 400 Beechjet
Versión del Diamond II construida después de que Beechcraft comprara los derechos de producción del MU-300 a Mitsubishi, 54 construidos sumados a los 11 Diamond II.
Model 400A
Modelo modernizado, producido inicialmente como Beechcraft Beechjet 400A, luego como Raytheon Beechjet 400A, luego como Raytheon Hawker 400XP, y más tarde como Hawker Beechcraft Hawker 400XP. Un prototipo convertido desde un Model 400 y 593 construidos hasta el final de 2009.
Model 400T
Versión militar del Model 400A, 180 construidos para la Fuerza Aérea de los Estados Unidos como T-1 Jayhawk y 13 construidos para las Fuerza Aérea de Autodefensa de Japón, como T-400.
Hawker 400XPR
Una modernización con ingeniería y apoyo del constructor que voló por primera vez en mayo de 2012. La conversión presenta nueva aviónica, interiores, winglets, y motores Williams FJ-44-4A-32.

## Operadores
El modelo es usado por muchos usuarios privados y corporativos, también es usado por compañías de aerotaxi y chárter. NetJets Europe opera una flota de 27 Hawker 400XP.

## Especificaciones (Beechjet 400A)

### Características generales
- Tripulación: 2 pilotos
- Capacidad: entre 7 y 9 pasajeros, según configuración
- Longitud: 14,76 m
- Envergadura: 13,26 m
- Altura: 4,24 m
- Superficie alar: 22,43
- Peso vacío: 4558 kg (10 045,8 lb)
- Peso útil: 2653 kg
- Peso máximo al despegue: 7303 kg
- Planta motriz: 2× Turborreactor Pratt & Whitney Canada JT15D-5.
  - Empuje normal:  12,9 kN

### Rendimiento
- Velocidad máxima operativa (Vno): 866 km/h (538 MPH; 468 kt)
- Velocidad crucero (Vc): 820 km/h a 7000 m
- Velocidad de entrada en pérdida (Vs): 171 km/h
- Alcance: 3135 km a 13 700 m
- Techo de vuelo: 13 700 m (45 000 pies)
- Régimen de ascenso: 19,2 m/s

### Desarrollos relacionados
- Hawker 800

### Aeronaves similares
- Bombardier Challenger
- Cessna Citation
- Dassault Falcon
- Learjet 25

### Secuencias de designación
- Secuencia Numérica (interna de Beechcraft): ← 300 - 350 - 390 - 400 - 1074 - 1079 - 1300 →